# ياكوف شمشون شابيرا
ياكوف شمشون شابيرا (بالعبرية:  יעקב שמשון שפירא) (و. 11 أبريل 1902-ت.14 نوفمبر 1993) سياسي إسرائيلي من أصل روسي.
هو أول مدعٍ عامٍ في إسرائيل (1948-1950). كان وزيراً للعدل ما بين عامي 1966، و1973 (باستثناء فترة بسيطة عام 1972 خلفته فيها غولدا مائير رئيسة الوزراء).
حين كان وزيراً للعدل رفض مقترحاً حكومياً بنقل العرب الواقعين تحت السيادة الإسرائيلية بعد حرب 1967 إلى دول أخرى، قائلاً:«هم سكان تلك الأرض، واليوم أنتم تسيطرون عليها! لا يوجد سبب لطرد العرب ونقلهم إلى العراق». كما رفض مقترحاً آخر بضم القدس الشرقية إلى الأراضي الإسرائيلية، مفضلاً أن تُحكم عسكرياً.